# Magda Korsinsky
Magda Korsinsky (* 1981 in Prag) ist eine deutsche Installationskünstlerin und Choreografin von Tanzperformances.

## Werdegang
Magda Korsinsky wuchs als Tochter einer tschechischen Mutter und eines eritreischen Vaters in Stuttgart auf. Sie studierte ab 2002 Bildende Kunst an der Universität der Künste Berlin. Seit ihrem Abschluss als Meisterschülerin im Sommer 2007 arbeitet sie als freischaffende Künstlerin. Mit Hilfe des Deutschen Akademischen Austauschdienstes war sie von 2009 bis 2010 Gaststudentin für Tanz und Choreographie an der Fakultät für Musik und Tanz der Akademie der musischen Künste in Prag. Im Sommer 2012 schloss sie einen Masterstudiengang in Choreographie am Hochschulübergreifenden Zentrum Tanz Berlin (HZT) ab, das von der Universität der Künste und der Hochschule für Schauspielkunst Ernst Busch getragen wird.

## Werk
Ihr Tanzsück für zwei Darstellerinnen Lena ist gerade nicht da ist eine freie Adaption des experimentellen Films Tausendschönchen von Vera Chytilova aus dem Jahre 1966. Korsinsky führte es 2011 in den Uferstudios auf. Ihre zweite Choreografie Gazes that matter 2014 im Ballhaus Naunynstraße besprach Eberhard Spreng im Deutschlandfunk kritisch. Von der, als gedanklichen Ausgangspunkt angekündigten Konstellation aus Sartres Drei-Personen-Drama Geschlossene Gesellschaft erinnerte ihn in der Aufführung nichts. Magda Korsinsky sei „vor dem Kern des Themas – Wie organisiere ich den Raum der Blickbeziehungen zwischen Zuschauern und Akteuren so, dass neue Erfahrungen möglich werden? – in ein Allerlei der Einfälle und Banalitäten ausgewichen.“ Im November 2019 hatte im Ballhaus ihre dritte Tanzperformance Patterns Premiere. Der Titel steht für reale Verhaltensmuster im Alltag. Gemeinsam mit zehn Schwarzen Frauen im Alter zwischen 17 und 59 Jahren, die sich selbst spielen, brachte Korsinsky deren Lebenswelten nach dem Rhythmus eines Schlagzeugs auf die Bühne.
„Stricken“ ist der Titel einer Kunstinstallation. Sie besteht aus mehrteiligen Videointerviews, die Magda Korsinsky mit sechs afrodeutschen Frauen im Alter zwischen Mitte 20 und Mitte 40 führte. Sie sind die Schwarzen Enkelkinder von Weißen Großmüttern, die in der Zeit des Nationalsozialismus lebten und mit der Ideologie von der „reinen Rasse“ aufwuchsen, manche von ihnen waren Täterinnen. Die Videos projizierte Korsinsky auf große Stoffbahnen, zusammengenäht aus Haushaltstextilien, wie Tischdecken, Handtücher und Bettlaken, die die Frauen in den Schränken ihrer Großmütter fanden. Das Buch Amon. Mein Großvater hätte mich erschossen von Jennifer Teege habe sie zu ihrem Projekt inspiriert, sagte Korsinsky im Gespräch mit Deutschlandfunk Kultur. Bei den Wiener Festwochen 2019 wurde die Kunstinstallation im Vorraum zu dem Balkon der Neuen Burg am Heldenplatz, auf dem Hitler 1938 den Anschluss Österreichs verkündet hatte, präsentiert.
Die Videos wurden 2021 auch auf dem Wildwuchs-Festival in Basel gezeigt. Nach Ansicht der Basler Zeitung wirkten sie „schockierend“ und „zum Nachdenken“ zwingend. Für das Projekt „Stricken“ erhielt Korsinsky eine Projektförderung des Berliner Senats, der Rudolf Augstein Stiftung und des Hauptstadtkulturfonds.

## Ausstellungen und Installationen
- 2014 Lingerie Diaries, Siebdrucke, Galerie Dengler und Dengler, Stuttgart
- Kunstinstallation „Stricken“
  - 2018: Ballhaus Naunynstraße, Berlin (Mit einer Tanzperformance im Rahmen der Installation mit einem neunjährigen Mädchen und der Tänzerin Hilla Steinert in der Rolle der Großmutter.)[9]
  - 2019: Wiener Festwochen, als Teil Ausstellungsprojekts „Das Wissen der Kindheit“[10][11]
  - 2020: Impulse (Theaterfestival) in Nordrhein-Westfalen[12]
  - 2021: Wildwuchs-Festival in Basel

## Choreografien
- 2011 „Lena ist gerade nicht da,“ Uferstudios, Berlin; 2012 Tanztage Berlin, Sophiensäle
- 2014: „Gazes that matter“, Ballhaus Naunynstraße, Berlin
- 2019 „Patterns“, Ballhaus Naunynstraße, Berlin